# Asterisk (dal)
Az Asterisk (＊〜アスタリスク〜; Hepburn: Asuterisuku) az Orange Range japán rockegyüttes tizedik kislemeze.
A közönség először mint a Bleach című animesorozat első főcímdalaként hallhatta 2004 októberében. A szám huszonkét héten át szerepelt a japán Oricon kislemez eladási lista első húsz helyének valamelyikén. 2005 negyedik legtöbb példányban elkelt kislemeze lett Japánban, az Orange Range legsikeresebb kislemez az évben a maga 628 329 eladott példányával.
A Scandal 2012. február 22-én megjelenő Harukaze című kislemezén dolgozza fel az Asterisket.

## Számlista
1. Asterisk (＊〜アスタリスク〜; Hepburn: Asuterisuku?)
2. Mission in Daiszakuszen (ミッション in 大作戦?)
3. Spiral (スパイラル; Hepburn: Szupairaru?)
4. Asterisk (Romantic Ver.) (＊〜アスタリスク〜ロマンティックVer.; Hepburn: Aszuteriszuku Romantikku Ver.?)